# Dosis de refuerzo

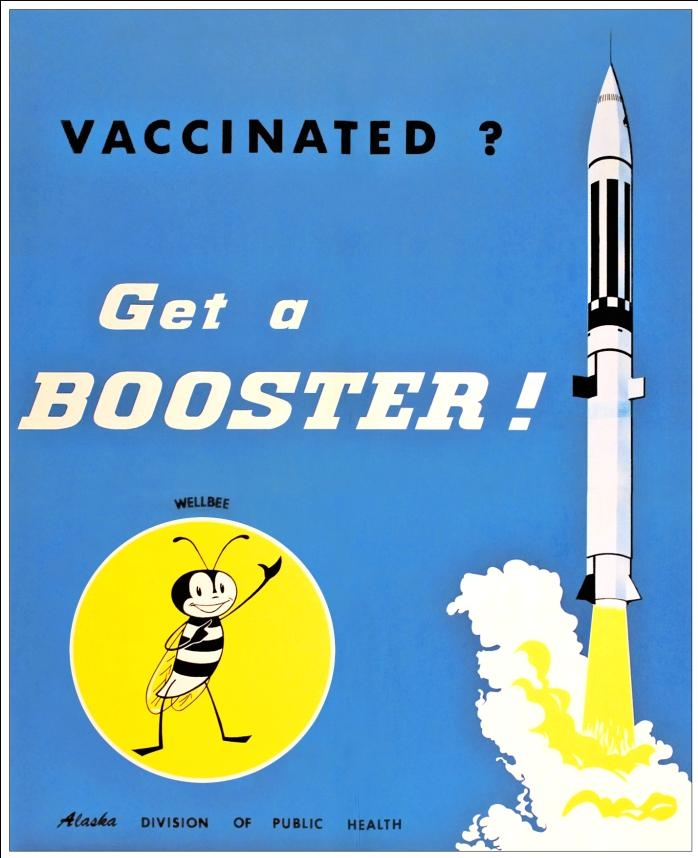
Cartel estadounidense Wellbee de 1964 que promueve las vacunas de refuerzo.

Una dosis de refuerzo es una administración adicional de una vacuna después de una dosis anterior primera. Después de la inmunización inicial, un refuerzo proporciona una nueva exposición al antígeno inmunizante. Su objetivo es aumentar la inmunidad contra ese antígeno a niveles protectores después de que la memoria contra ese antígeno haya disminuido con el tiempo. Por ejemplo, los refuerzos de la vacuna contra el tétanos a menudo se recomiendan cada 10 años, momento en el cual las células de memoria específicas contra el tétanos pierden su función o sufren apoptosis.
La necesidad de una dosis de refuerzo después de una vacunación primaria se evalúa de varias formas. Una forma es medir el nivel de anticuerpos específicos contra una enfermedad unos años después de administrar la dosis principal. La respuesta anamnésica, la producción rápida de anticuerpos después de un estímulo de un antígeno, es una forma típica de medir la necesidad de una dosis de refuerzo de una determinada vacuna. Si la respuesta anamnésica es alta después de recibir una vacuna primaria hace muchos años, lo más probable es que haya poca o ninguna necesidad de una dosis de refuerzo. Las personas también pueden medir la actividad activa de los linfocitos B y T contra ese antígeno después de un cierto período de tiempo después de que se administró la vacuna primaria o determinar la prevalencia de la enfermedad en las poblaciones vacunadas.
Si un paciente recibe una dosis de refuerzo pero ya tiene un alto nivel de anticuerpos, podría desarrollarse una reacción llamada reacción de Arthus, una forma localizada de hipersensibilidad de tipo III inducida por altos niveles de anticuerpos IgG que causan inflamación. La inflamación a menudo se resuelve por sí sola en el transcurso de unos pocos días, pero podría evitarse por completo aumentando el tiempo entre la vacuna primaria y la dosis de refuerzo.
Todavía no está del todo claro por qué algunas vacunas, como la de la hepatitis A y la B, son eficaces de por vida, y algunas, como la del tétanos, necesitan refuerzos. La teoría prevaleciente es que si el sistema inmunitario responde rápidamente a una vacuna primaria, el cuerpo no tiene tiempo para desarrollar suficientemente la memoria inmunológica contra la enfermedad, y las células de memoria no persistirán en grandes cantidades durante toda la vida del ser humano. Después de una respuesta primaria del sistema inmunitario contra una vacuna, las células T auxiliares de memoria y las células B persisten a un nivel bastante constante en los centros germinales, experimentando una división celular a un ritmo lento o inexistente. Si bien estas células tienen una vida prolongada, normalmente no sufren mitosis y, eventualmente, la tasa de pérdida de estas células será mayor que la tasa de ganancia. En estos casos, se requiere una dosis de refuerzo para «impulsar» el recuento de linfocitos B de memoria y linfocitos T de memoria nuevamente.

## Casos

### Poliomielitis
En el caso de la vacuna contra la poliomielitis, los linfocitos B de memoria y linfocitos T de memoria producidos en respuesta a la vacuna persisten solo seis meses después del consumo de la vacuna oral contra la poliomielitis (OPV). Las dosis de refuerzo de la OPV resultaron ineficaces, ya que también resultaron en una disminución de la respuesta inmunitaria cada seis meses después del consumo. Sin embargo, cuando se usó la vacuna inactiva contra la poliomielitis (IPV) como dosis de refuerzo, se encontró que aumentaba el recuento de anticuerpos de los sujetos de prueba entre un 39 y un 75 %. A menudo, en los países en desarrollo, la OPV se usa en lugar de la IPV, porque la IPV es costosa y difícil de transportar. Además, las IPV en países tropicales son difíciles de almacenar debido al clima. Sin embargo, en lugares donde la poliomielitis todavía está presente, el seguimiento de una dosis primaria de OPV con un refuerzo de IPV puede ayudar a erradicar la enfermedad.
En Estados Unidos solo se utiliza la IPV. En casos raros (alrededor de 1 en 2,7 millones), la OPV ha revertido a una forma fortalecida de la enfermedad y ha causado parálisis en los receptores de la vacuna. Por esta razón, Estados Unidos solo administra IPV, que se administra en cuatro incrementos (3 dentro del primer año y medio después del nacimiento, luego una dosis de refuerzo entre los 4 y los 6 años).

### Hepatitis B
Durante mucho tiempo se ha debatido la necesidad de una dosis de refuerzo para la hepatitis B. Los estudios realizados a principios de la década de 2000 que midieron el recuento de células de memoria de las personas vacunadas mostraron que los adultos completamente vacunados (aquellos que recibieron las tres rondas de vacunación en la secuencia de tiempo sugerida durante la infancia) no requieren una dosis de refuerzo más adelante en la vida. Tanto los Centros para el Control y Prevención de Enfermedades (CDC) de los Estados Unidos como el Comité Asesor Nacional Canadiense sobre Inmunización (NACI) apoyaron estas recomendaciones al desaconsejar públicamente la necesidad de una dosis de refuerzo contra la hepatitis B. Sin embargo, se recomienda a las personas inmunodeprimidas que busquen pruebas de detección adicionales para evaluar su respuesta inmunitaria a la hepatitis B y, potencialmente, recibir una dosis de refuerzo si su recuento de linfocitos B y T contra la hepatitis B disminuye por debajo de cierto nivel.

### Tétanos
La enfermedad del tétanos requiere una dosis de refuerzo cada 10 años o, en algunas circunstancias, inmediatamente después de la infección por tétanos. Td es el nombre del refuerzo para adultos y se diferencia de la dosis primaria en que no incluye la inmunización contra la tos ferina. Mientras que los Estados Unidos recomienda un refuerzo para el tétanos cada 10 años, otros países, como el Reino Unido, sugieren solo dos vacunas de refuerzo dentro de los primeros 20 años de vida, pero ninguna después de una tercera década. El tétanos neonatal es una preocupación durante el embarazo para algunas mujeres, y se recomienda a las madres un refuerzo contra el tétanos durante el embarazo para proteger a su hijo contra la enfermedad.

### Tos ferina
La tos ferina es una enfermedad contagiosa que afecta al aparato respiratorio. La infección es causada por una bacteria que se adhiere a los cilios de las vías respiratorias superiores y puede ser muy contagiosa. La tos ferina puede ser especialmente peligrosa para los bebés, cuyo sistema inmunitario aún no está completamente desarrollado, y puede convertirse en neumonía o provocar que el bebé tenga problemas para respirar. La vacuna DPT es la vacuna principal que se administra contra la tos ferina, y los niños suelen recibir cinco dosis antes de los siete años. Tdap es el refuerzo para la tos ferina, y se recomienda en los Estados Unidos que se administre cada diez años y durante cada embarazo para las madres. Tdap también se puede usar como refuerzo contra el tétanos.
Tras su invención en la década de 1950, la vacuna contra la tos ferina era de células enteras (contenía la bacteria inactivada completa) y podía causar fiebre y reacciones locales en las personas que recibían la vacuna. En la década de 1990, las personas en los Estados Unidos comenzaron a usar vacunas acelulares (que contenían pequeñas porciones de la bacteria), que tenían menos efectos secundarios pero también eran menos eficaces para desencadenar una respuesta de memoria inmunológica, debido a que el antígeno presentado al sistema inmunitario era menos completo. Esta vacuna menos eficaz, pero más segura, condujo al desarrollo del refuerzo Tdap.

### COVID-19
En septiembre de 2021, se determinó que la protección contra la forma grave de la COVID-19 se mantuvo alta seis meses después de la vacunación a pesar de una menor eficacia en la protección contra la infección de la enfermedad. Un panel internacional de científicos afiliados a la Administración de Alimentos y Medicamentos, la Organización Mundial de la Salud y varias universidades e instituciones de atención médica concluyó que no había datos suficientes para determinar los beneficios protectores a largo plazo de una dosis de refuerzo (solo se observaron efectos protectores a corto plazo) y recomendó en cambio que las vacunas existentes salvarían la mayoría de las vidas si se pusieran a disposición de las personas que no han recibido ninguna vacuna.
Israel puso a disposición por primera vez dosis de refuerzo de la vacuna de Pfizer-BioNTech contra la COVID-19 para poblaciones en riesgo en julio de 2021. En agosto esto se amplió para el resto de la población israelí. La eficacia contra la enfermedad grave en Israel fue menor entre las personas vacunadas en enero o abril que entre las vacunadas en febrero o marzo. Durante las primeras tres semanas de agosto de 2021, justo después de que se aprobaran las dosis de refuerzo y comenzaran a implementarse ampliamente, se sugirió un efecto protector a corto plazo de una tercera dosis (en comparación con dos dosis).
En los Estados Unidos, los CDC implementaron vacunas de refuerzo para personas inmunodeprimidas durante el verano de 2021 y originalmente planearon permitir que los adultos recibieran una tercera dosis de la vacuna contra el COVID-19 a partir de septiembre de 2021, y las personas serían elegibles a partir de los 8 meses posteriores a su segunda dosis (para quienes recibieron una vacuna de dos dosis). Después de que salieran a la luz más datos sobre la eficacia de la vacuna a largo plazo y la variante delta, los CDC finalmente hicieron que los destinatarios fueran elegibles para refuerzos seis meses después de la segunda dosis, a fines de octubre. Posteriormente, la tasa de vacunación en el país aumentó.
En septiembre de 2021, el Comité Conjunto sobre Vacunación e Inmunización del Reino Unido recomendó una vacuna de refuerzo para los mayores de 50 años y los grupos de riesgo, preferiblemente la vacuna Pfizer-BioNTech, lo que significó que alrededor de 30 millones de adultos deberían recibir una tercera dosis. El lanzamiento del refuerzo en el Reino Unido se amplió a mayores de 40 años en noviembre de 2021.
La vacuna Sputnik V contra la COVID-19 de Rusia, que utiliza una tecnología similar a la vacuna de Oxford-AstraZeneca contra la COVID-19, introdujo en noviembre de 2021 una vacuna de refuerzo contra la COVID-19 llamada Sputnik Light, que según un estudio del Centro Nacional de Investigación de Epidemiología y Microbiología Gamaleya tiene una efectividad de 70 % contra la variante delta. Se puede combinar con todas las demás vacunas y puede ser más eficaz con vacunas de ARNm que con refuerzos de ARNm.
Las inyecciones de refuerzo también se pueden usar después de infecciones. En este sentido, el Servicio Nacional de Salud del Reino Unido recomienda que las personas esperen 28 días después de dar positivo por COVID-19 antes de recibir sus vacunas de refuerzo. La evidencia muestra que recibir una vacuna después de la recuperación de una infección por COVID-19 brinda protección adicional al sistema inmunitario.